# Sociedad Estatal de Participaciones Industriales
Sociedad Estatal de Participaciones Industriales, Grupo SEPI — испанская государственная холдинговая компания, осуществляющая контроль над рядом государственных предприятий, включая почтовую службу Correos, информационное агентство EFE и судостроительную компанию Navantia; также владеет долями в публичных компаниях Испании и других стран.

## История
Основным предшественником является Instituto Nacional de Industria (INI, Национальный институт промышленности), созданный в 1941 году правительством Франсиско Франко для восстановления экономики страны после гражданской войны; INI был организован по образцу итальянского Instituto per la Riconstruzione Industriale. В состав INI были включены государственные предприятия, в первую очередь оборонного сектора, а также обанкротившиеся частные компании. В 1944 году для строительства и эксплуатации электростанций была учреждена компания Endesa, вскоре ставшая основным активом INI. В следующие годы INI расширил сферу деятельности в нефтегазовый сектор, авиацию (Aviaco), транспорт и промышленное производство (SEAT). К концу 1950-х годов экономика Испании оказалась в глубоком кризисе, Институт был лишён государственной поддержки и вынужден был заимствовать у частных банков. В период последовавшего за кризисом «испанского экономического чуда» подчинённые INI госпредприятия получили больше экономической свободы, в частности существенно были повышены тарифы на электроэнергию. В 1968 году INI был переведён в подчинение Министерства промышленности.
В начале 1980-х годов началась реорганизация INI, были проданы убыточные предприятия, остальные были укрупнены. В 1981 году нефтегазовые предприятия были выделены в Instituto Nacional de Hidrocarburos (INH, Национальный институт углеводородов), позже из него была выделена компания Repsol. В конце 1980-х годов началась приватизация, в 1988 году на Нью-Йоркской фондовой бирже была размещена часть акций Endesa. В 1992 году была учреждена государственная корпоративная группа TENEO, которой были переданы пакеты акций 47 компаний, ранее принадлежавших INI; в составе INI остались предприятия сталелитейной, оборонной, судостроительной и горнодобывающей отраслей, большинство из них было убыточными и нуждались в государственных дотациях. В 1995 году INI и INH были ликвидированы, в середине 1996 года TENEO также была упразднена, её активы были переданы SEPI.
Sociedad Estatal de Participaciones Industriales (SEPI, Государственная компания участий в промышленности) была учреждена в июне 1996 года, она была подчинена Министерству экономики и финансов.

## Собственники и руководство
SEPI находится в подчинении Министерства финансов Испании. Совет директоров состоит из 14 представителей различных министерств, 4 из них — представители Министерства финансов.

## Деятельность
Оборот группы в 2022 году составил 5,25 млрд евро, из них 1,96 млрд пришлось на почтовые услуги, 1,34 млрд — на судостроение, 1,30 млрд — на аграрный сектор, 399 млн — на атомную энергетику, 32 млн — на другие виды энергетики, 86 млн — на СМИ, 127 млн — на другие отрасли. На Испанию пришлось 4,37 млрд евро, на другие страны Евросоюза — 176 млн, на остальную Европу — 36 млн, на Америку — 153 млн, на Ближний Восток — 401 млн, на другие регионы — 116 млн.

## Структура
Основу группы составляют 14 компаний, в которых SEPI имеет контрольный пакет акций:
- Correos — почтовая служба Испании (доля 100 %);
- Navantia — военное и гражданское судостроение (доля 100 %);
- Tragsa — развитие инфраструктуры в сельской местности, агробизнес, управление лесным хозяйством (доля 100 %);
- Mercasa — оптовая торговля продовольствием (доля 100 %);
- Hunosa — горнодобывающая промышленность и энергетика (доля 100 %);
- Enusa — производство обогащённого урана (доля 60 %);
- Ensa — производство комплектующих для АЭС и других предприятий в энергетической, химической и металлургической отраслях (доля 78,75 %);
- Agencia EFE — информационное агентство (доля 100 %);
- Sepides — инвестиции в частные компании и строительство (доля 100 %);
- Mayasa — финансирование научно-исследовательских проектов (доля 100 %);
- Cetarsa — табачная компания (переработка и оптовая торговля) (доля 79,18 %);
- Hipódromo de la Zarzuela[англ.] — ипподром в пригороде Мадрида (доля 95,78 %);
- Saeca — оказание финансовой помощи аграрному сектору (доля 80 %);
- Cofivacasa — финансовые и управленческие услуги госпредприятиям (доля 100 %).

SEPI принадлежат миноританые пакеты в 9 крупных публичных компаниях:
- Ebro Foods — пищевая промышленность (крупы и макаронные изделия) (доля 10,36 %);
- Enagás[англ.] — оператор газотранспортной системы Испании (доля 5 %);
- Hispasat — оператор спутниковой связи Испании (доля 7,41 %);
- Airbus Group — европейский авиастроительный концерн (доля 4,12 %);
- Enresa — утилизация радиоактивных отходов (доля 20 %);
- International Airlines Group — британо-испанский авиационный холдинг (доля 2,52 %);
- Indra Sistemas — электроника военного назначения, оборудование и программное обеспечение (доля 27,99 %);
- Red Eléctrica de España[англ.] (Redeia) — оператор электросети Испании (доля 20 %);
- Epicom — информационная безопасность (доля 40 %).